# Geta Burlacu
Geta Burlacu (Moldavië, 22 juli 1974) is een Moldavische jazzzangeres.

## Biografie
Burlacu studeerde voor violist op een muziekcollege en voor jazzzangers op een conservatorium. Ze zingt solo, maar ook in de bands Univox Vocal Band, Acid Grape en Right Horns. In 2008 was ze een van de deelnemers aan de Moldavische nationale preselectie voor het Eurovisiesongfestival. Ze werd gedeeld eerste met Alexa & Sergiu Kuzenkoff. Uiteindelijk mocht Burlacu naar het Eurovisiesongfestival met A century of love. Met dat nummer wist ze zich niet te plaatsen voor de finale. 
2005: Zdob și Zdub · 
2006: Arsenium & Natalia Gordienko · 
2007: Natalia Barbu · 
2008: Geta Burlacu · 
2009: Nelly Ciobanu · 
2010: SunStroke Project & Olia Tira · 
2011: Zdob și Zdub · 
2012: Pasha Parfeny · 
2013: Aliona Moon · 
2014: Cristina Scarlat · 
2015: Edoeard Romanjoeta · 
2016: Lidia Isac · 
2017: SunStroke Project · 
2018: DoReDoS · 
2019: Anna Odobescu · 
2021: Natalia Gordienko · 
2022: Zdob și Zdub & Frații Advahov · 
2023: Pasha Parfeny · 
2024: Natalia Barbu